# HD42338
HD42338 — хімічно пекулярна зоря спектрального класу
F0 й має видиму зоряну величину в смузі V приблизно  9,9.

## Пекулярний хімічний вміст
Зоряна атмосфера HD42338 має підвищений вміст 
Eu
.